# 聖露西亞軍事
本條目記載東加勒比海島國聖露西亞軍事，但事實上本國並未擁有軍隊。

## 概說
聖露西亞為大英國協的一員，島上治安由聖露西亞皇家警察（包含特種部隊與海岸巡防隊）負責，其預算約5,000,000美元（91/92會計年），約佔其GDP的2%。
本島並未擁有軍隊，其國防為地區安全體系（Regional Security System）的責任。

## 外部連結
- CIA - The World Facebook（页面存档备份，存于）